# Laura Samojłowicz

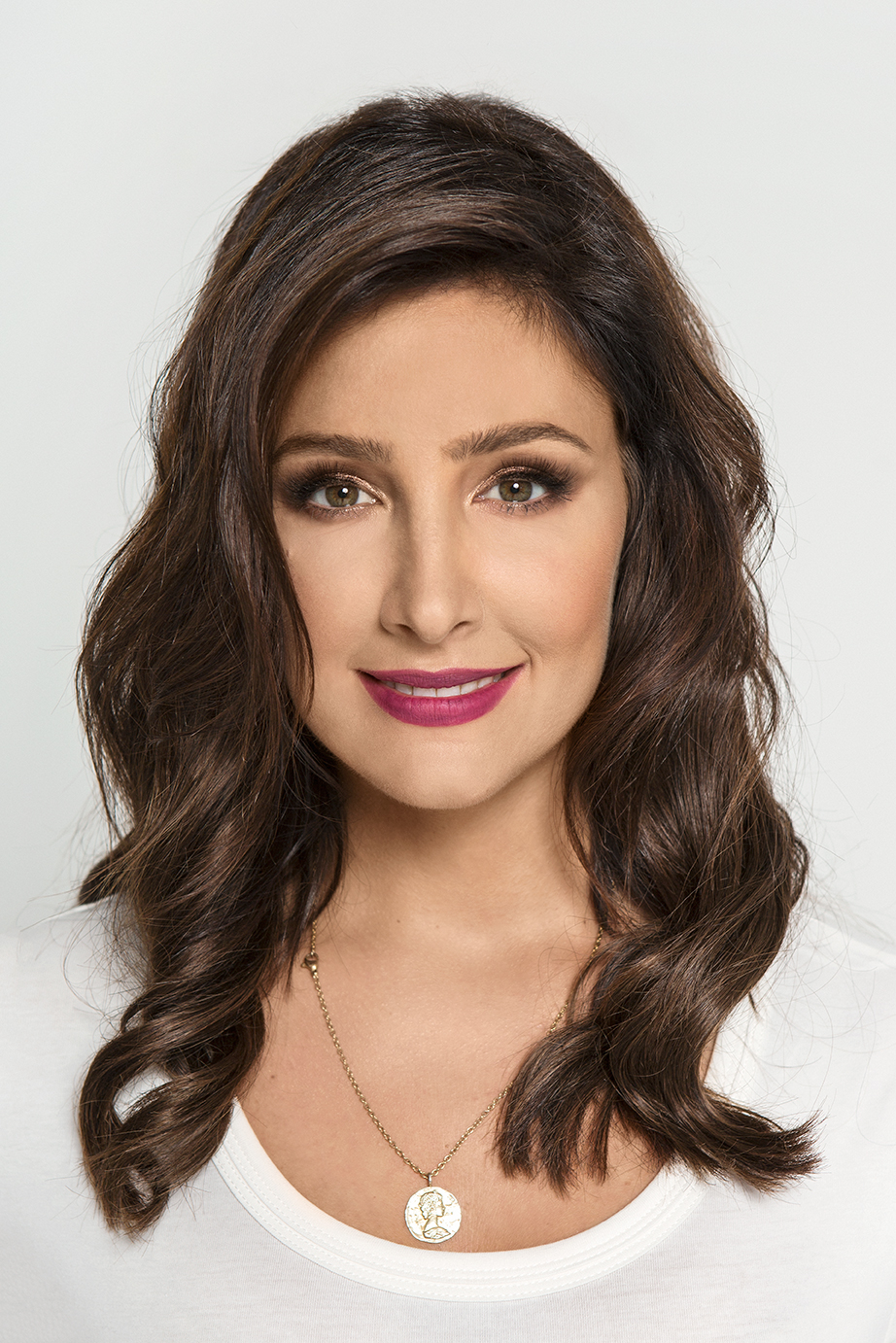
Laura Samojłowicz (2019)

Laura Samojłowicz (* 14. Februar 1985 in Hamburg) ist eine polnische Schauspielerin.

## Leben
Laura Samojłowicz ist eine Absolventin der Aleksander-Zelwerowicz-Theaterakademie Warschau. Bevor sie in Serien aufzutreten begann, spielte sie am Theater. 2007 hat sie Milly in Abendkurs sowie Suki in Celebration verkörpert. Ein Jahr später hat sie in einem Stück unter dem Titel Nosorożce, Czyli Studium Przedmiotu gespielt.
Polnische Zuschauer konnten die Schauspielerin bereits 2007 kennenlernen. Seit dieser Zeit für ungefähr ein Jahr hat sie in einer bekannten Serie vom Polnischen Fernsehen unter dem Titel Egzamin z życia gespielt. Dort verkörperte sie Marlena, eine Freundin von Elżbieta. Große Popularität brachte ihr die Rolle von Majka Chojnacka, Freundin von Paweł Zduński, in der Serie M jak miłość. Die Schauspielerin hat ihr Abenteuer mit der populärsten polnischen Serie im Jahre 2010 beendet. Seit dieser Zeit spielt sie die Hauptrolle in der Serie Hotel 52. Hier verkörpert sie Natalia Lipska, Inhaberin des im Titel angeführten Hotels.
2009 hat sie die fünfte Staffel der Polsat-Show Jak oni śpiewają (Wie sie singen) gewonnen. Einer der Preise war die Möglichkeit, eine eigene Platte aufzunehmen. Außerdem hat Laura Samojłowicz das Recht zur Aufnahme des Liedes Będę twoja (Ich werde dein sein) von Justyna Steczkowska erhalten. 2009 hat sie wieder an der Show Jak oni śpiewają teilgenommen. Aus gesundheitlichen Gründen musste sie aber nach einem Monat die Show verlassen, sang aber im Finale der sechsten Staffel. Die Schauspielerin ist auch im Juni 2009 auf dem TOPtrendy-Festival 2009 aufgetreten. Während eines der Auftritte hat sie zusammen mit Irena Jarocka das Stück Kawiarenki gesungen. Zum zweiten Mal hat sie im Cover des Liedes von Maryla Rodowicz Wielka woda aufgetreten. Die Schauspielerin hat auch das Weihnachtslied Gdy śliczna Panna in der Weihnachtsfolge von der Fernsehshow Szansa na sukces gesungen. 2010 hat sie das Lied Eine dicke Zigarre für die Serie Czas honoru aufgenommen.
Im März 2010 hat Laura Samojłowicz eine Nominierung für den Preis Viva! Najpiękniejsi in der Kategorie Schönste Polin erhalten.